# USS Buckley (DE-51)
USS Buckley (DE-51) là một tàu hộ tống khu trục, chiếc dẫn đầu trong lớp của nó được Hải quân Hoa Kỳ chế tạo trong Chiến tranh Thế giới thứ hai. Tên nó được đặt theo Hạ sĩ quan quân giới John Daniel Buckley (1920-1941), người từng phục vụ tại Căn cứ Không lực Hải quân vịnh Kaneohe, Oahu, và đã tử trận trong cuộc tấn công Trân Châu Cảng ngày 7 tháng 12, 1941. Buckley đã phục vụ cho đến khi chiến tranh kết thúc, xuất biên chế năm 1946 và bị tháo dỡ năm 1969. Nó được tặng thưởng danh hiệu Đơn vị Tuyên dương Hải quân cùng ba Ngôi sao Chiến trận do thành tích phục vụ trong Thế Chiến II.

## Thiết kế và chế tạo
Những chiếc thuộc lớp tàu hộ tống khu trục Buckley có chiều dài chung 306 ft (93 m), mạn tàu rộng 37 ft 1 in (11,30 m) và độ sâu mớn nước khi đầy tải là 11 ft 3 in (3,43 m). Chúng có trọng lượng choán nước tiêu chuẩn 1.400 tấn Anh (1.400 t); và lên đến 1.740 tấn Anh (1.770 t) khi đầy tải. Hệ thống động lực bao gồm hai turbine hơi nước General Electric công suất 13.500 mã lực (10.100 kW), dẫn động hai máy phát điện công suất 9.200 kilôwatt (12.300 hp) để vận hành hai trục chân vịt;  công suất 12.000 hp (8.900 kW) cho phép đạt được tốc độ tối đa 23 kn (26 mph; 43 km/h), và có dự trữ hành trình 6.000 nmi (6.900 mi; 11.000 km) khi di chuyển ở vận tốc đường trường 12 kn (14 mph; 22 km/h).
Vũ khí trang bị bao gồm ba pháo 3 in (76 mm)/50 cal trên tháp pháo nòng đơn có thể đối hạm hoặc phòng không, một khẩu đội 1,1 inch/75 caliber bốn nòng và tám pháo phòng không Oerlikon 20 mm. Vũ khí chống ngầm bao gồm một dàn súng cối chống tàu ngầm Hedgehog Mk. 10 (có 24 nòng và mang theo 144 quả đạn); hai đường ray Mk. 9 và tám máy phóng K3 Mk. 6 để thả mìn sâu. Khác biệt đáng kể so với lớp Evarts dẫn trước là chúng có thêm ba ống phóng ngư lôi Mark 15 21 inch (533 mm). Thủy thủ đoàn đầy đủ bao gồm 186 sĩ quan và thủy thủ.
Buckley được đặt lườn tại xưởng tàu của hãng Bethlehem-Hingham Shipyard, Inc., ở Hingham, Massachusetts, Newark, N.J. vào ngày 29 tháng 6, 1942. Nó được hạ thủy vào ngày 9 tháng 1, 1943; được đỡ đầu bởi bà James Buckley, mẹ hạ sĩ quan Buckley, và nhập biên chế vào ngày 30 tháng 4, 1943 dưới quyền chỉ huy của Hạm trưởng, Thiếu tá Hải quân Alvin Weems Slayden.

## Lịch sử hoạt động

### Trận Đại Tây Dương
Từ tháng 7, 1943 đến tháng 4, 1944, Buckley hoạt động dọc theo vùng bờ Đông Hoa Kỳ như một tàu huấn luyện cho sĩ quan và thủy thủ đoàn hạt nhân của các tàu hộ tống khu trục trong tương lai. Vào ngày 22 tháng 4, nó tham gia Đội đặc nhiệm 21.11, một đội tìm-diệt tàu ngầm được hình thành chung quanh tàu sân bay hộ tống Block Island (CVE-21), để hoạt động càn quét các tuyến đường hàng hải tại Bắc Đại Tây Dương và Địa Trung Hải.
Vào sáng ngày 6 tháng 5, máy bay xuất phát từ Block Island phát hiện một tàu ngầm đối phương gần vị trí của Buckley. Nó hướng đến vị trí của chiếc tàu ngầm đang nổi trên mặt nước, lẫn tránh ngư lôi và đạn pháo do đối phương bắn ra và khai hỏa. Lúc 03 giờ 28 phút, nó húc vào tàu ngầm U-boat U-66 rồi lùi ra; không lâu sau đó chiếc tàu ngầm đâm vào chiếc tàu khu trục, làm thủng một lổ lớn bên mạn phải. Thủy thủ đoàn hai bên chiến đấu giáp lá cà với nhau bên trên sàn trước của Buckley bằng đủ mọi thứ vũ khí sẵn có trên tay, kể cả vỏ đạn pháo rỗng. U-66 rút lui về phía đuôi Buckley và đắm lúc 03 giờ 41 phút tại tọa độ 17°17′B 32°24′T / 17,283°B 32,4°T, sau khi lựu đạn được ném trúng vào bên trong chiếc tàu ngầm thông qua cửa sập.
Buckley cứu vớt 36 thủy thủ Đức còn sống sót, rồi chuyển số tù binh này sang Block Island trước khi quay trở về New York nơi nó được sửa chữa cho đến ngày 14 tháng 6. Con tàu được tặng thưởng Ngôi sao Chiến trận do thành tích đánh chìm U-66, một chiến công được nhiều vị tư lệnh hải quân cao cấp đánh giá là "đặc sắc" trong suốt trận chiến Đại Tây Dương. Hạm trưởng của Buckley, Thiếu tá Hải quân Brent M. Abel, cũng được tặng thưởng Huân chương Chữ thập Hải quân do đóng góp của ông trong thành tích này.
Sau một lượt huấn luyện ôn tập tại Casco Bay, Maine trong tháng 7, từ ngày 14 tháng 7 đến ngày 7 tháng 11, Buckley hộ tống hai đoàn tàu vận tải vượt Đại Tây Dương đi sang các cảng Bắc Phi. Sau đó nó hoạt động tuần tra chống tàu ngầm và hộ tống vận tải tại vùng bờ Đông tiếp giáp Bắc Đại Tây Dương cho đến tháng 6, 1945. Trong giai đoạn này nó đã cùng tàu chị em Reuben James (DE-153) đánh chìm tàu ngầm Đức U-879 tại tọa độ 42°19′B 61°45′T / 42,317°B 61,75°T vào ngày 19 tháng 4. Nó lại hộ tống một chuyến vận tải khứ hồi vượt Đại Tây Dương sang Algeria trong tháng 6 và tháng 7 trước khi quay trở về Hoa Kỳ.

### Sau chiến tranh

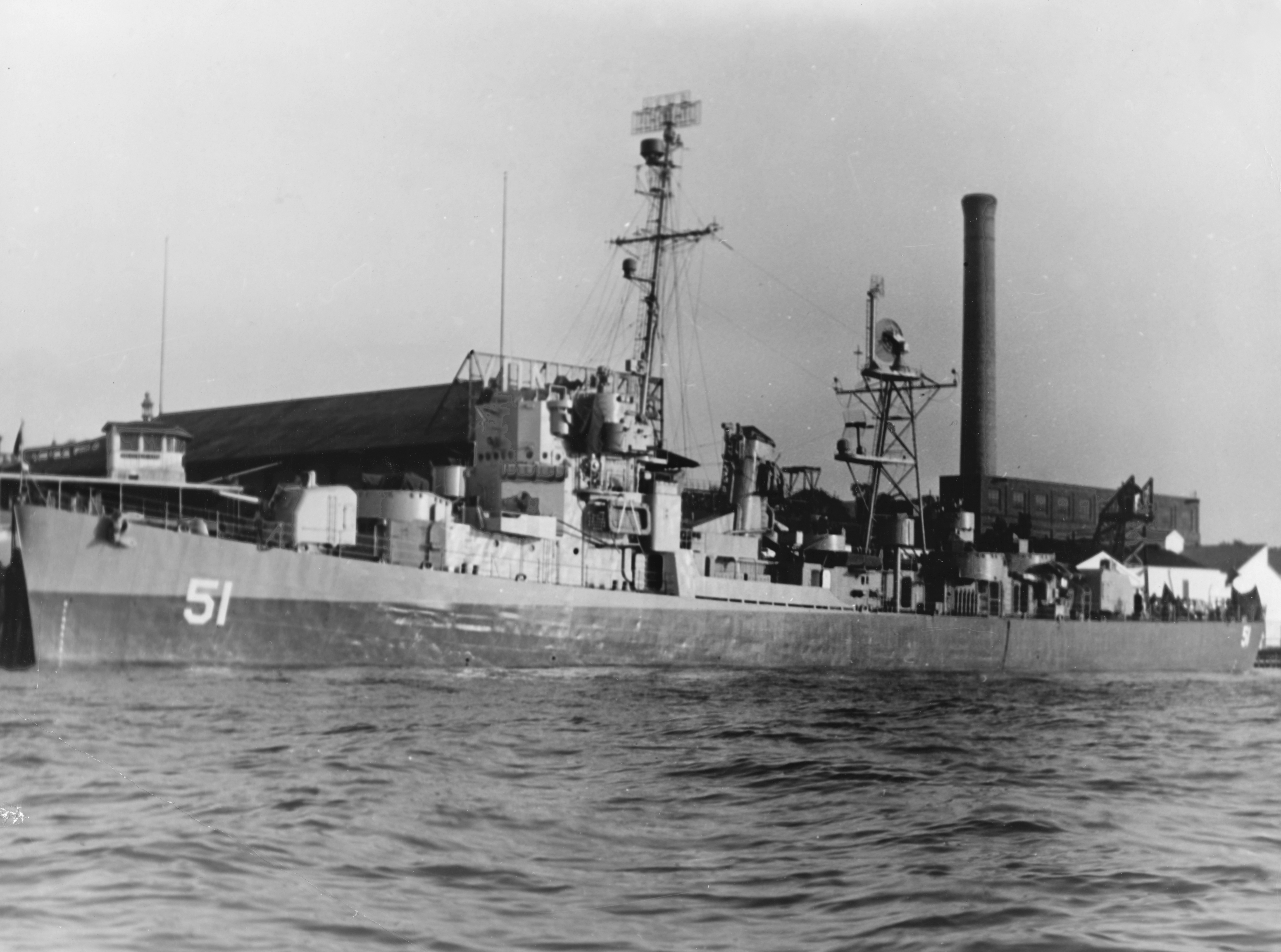
Buckley sau khi cải biến thành tàu cột mốc radar, cuối năm 1945.

Quay trở về vùng bờ Đông, Buckley được cải biến thành một tàu hộ tống khu trục cột mốc radar. Vào tháng 10, nó tham gia các lễ hội nhân ngày Hải quân tại Jacksonville, Florida, rồi trình diện để phục vụ cùng Hạm đội 16 (sau đổi tên thành Hạm đội Dự bị Đại Tây Dương) tại St. Johns River, Florida vào ngày 31 tháng 10. Con tàu được cho xuất biên chế vào ngày 3 tháng 7, 1946, và đang khi trong thành phần dự bị nó chính thức được xếp lại lớp với ký hiệu lườn mới DER-51 (tàu hộ tống khu trục cột mốc radar) vào ngày 26 tháng 4, 1949. Đến ngày 29 tháng 9, 1954, nó xếp lại lớp và quay lại ký hiệu lườn cũ DE-51; tuy nhiên con tàu không bao giờ phục vụ trở lại.
Buckley được cho rút tên khỏi danh sách Đăng bạ Hải quân vào ngày 1 tháng 6, 1968, và con tàu bị bán để tháo dỡ vào tháng 7, 1969.

## Phần thưởng
Buckley được tặng thưởng danh hiệu Đơn vị Tuyên dương Hải quân cùng ba Ngôi sao Chiến trận do thành tích phục vụ trong Thế Chiến II.
|  |                                         |  |
|  | Bronze star · Bronze star · Bronze star |  |

| Dãy băng Hoạt động Tác chiến (truy tặng) | Dãy băng Hoạt động Tác chiến (truy tặng)                                     | Đơn vị Tuyên dương Hải quân                                                  | Đơn vị Tuyên dương Hải quân          |
| Huân chương Chiến dịch Hoa Kỳ            | Huân chương Chiến dịch Châu Âu-Châu Phi-Trung Đông với 3 Ngôi sao Chiến trận | Huân chương Chiến dịch Châu Âu-Châu Phi-Trung Đông với 3 Ngôi sao Chiến trận | Huân chương Chiến thắng Thế Chiến II |